# (1200) Imperatrix
(1200) Imperatrix est un astéroïde de la ceinture principale découvert en 1931 par Karl Wilhelm Reinmuth à l'observatoire du Königstuhl.
Imperatrix signifie « impératrice » en latin, mais on ne sait pas si le nom a été choisi en hommage à une souveraine portant ce titre à l’époque de la découverte ou l’ayant porté auparavant.